# Xã Shoal Creek, Quận Newton, Missouri
Xã Shoal Creek (tiếng Anh: Shoal Creek Township) là một xã thuộc quận Newton, tiểu bang Missouri, Hoa Kỳ. Năm 2010, dân số của xã này là 12.829 người.